# Vallée Fosca
 (décembre 2019).
Si vous disposez d'ouvrages ou d'articles de référence ou si vous connaissez des sites web de qualité traitant du thème abordé ici, merci de compléter l'article en donnant les références utiles à sa vérifiabilité et en les liant à la section « Notes et références ».
La vallée Fosca (en catalan : Vall Fosca) est une vallée pyrénéenne de formation glaciaire, traversée par la rivière Flamisell et située dans la partie nord de la comarque du Pallars Jussà et dans le sud du parc national d'Aigüestortes et lac Saint-Maurice, en Catalogne. 
Les fortes pentes des montagnes qui la forment font que la lumière solaire arrive à toucher le fond de la vallée pendant seulement quelques heures surtout en hiver. Elle est constituée, dans sa partie nord, par plus de vingt étangs sous les sommets de plus de 2500 m d'altitude. L'ensemble de ces lacs forme un réseau uni moyennant des tunnels appelés lacs de Cabdella, et dont la fonction est de fournir en permanence de l'eau à deux centrales électriques, Sallente et Cabdella, la première dans le barrage de Sallente, et l'autre dans la l'entité de population de Cabdella.
Il y a trois petites vallées : la vallée de Riqüerna, de Filià et de Flamisell (ravine de Estany Gento). Dans le village de Cabdella se joignent ces trois ravines et forment la rivière Flamisell, qui va la commune de Senterada jusqu'à La Pobla de Segur où il se jette dans la Noguera Pallaresa.
En 1914, la première centrale hydroélectrique du Pallars Jussà fut bâtie dans cette vallée.
L'entité singulière de population, la plus haute de la vallée s'appelle Cabdella et se situe à 1420 mètres d'altitude, elle domine les autres noyaux ruraux qui peuplent la vallée : La Pobleta de Bellveí, Estavill, Envall, Antist, Castell-Estaó, Beranuy, La Plana de Montrós, Astell, Obeix, Aguiró, Paüls de Flamisell, Pobellà, Mont-ros, Molinos, La Torre de Cabdella, Aiguabella, Espui et la Central de Cabdella.

## Toponyme
La vallée a le nom de Fosca (escura) en raison des fortes pentes des montagnes qui la forment.

## Économie

### Tourisme
Dans cette vallée, les secteurs les plus importants du tourisme sont les excursions, la pêche et la chasse. Les excursions sont faites notamment, dans la zone lacustre située dans la plus haute partie de la vallée qui est accessible par le téléphérique de l'Estany Gento.
Il y a également d'autres activités touristiques comme le canyonisme ou le ski alpin, en hiver.
Dans la centrale électrique de Cabdella, se trouve le musée hydroélectrique où l'on peut faire des visites guidées ou libres de la centrale hydroélectrique.
La chasse et la pêche sont deux des activités les plus pratiquées dans la vallée à cause de l'importante présence de sangliers et de truites de rivières. Dans la rivière Flamisell et les lacs environnants, la pêche est contrôlée.

### Gastronomie
La gastronomie de la vallée Fosca présente aussi quelques spécialités comme la truite de rivière, le palpís, ragoût de sanglier entre autres.

### Patrimoine
Un des charmes les plus méconnus de la vallée Fosca est le patrimoine architectural, par exemple : l'église de Sant Vicenç de Cabdella, une église romane. À l'intérieur de l'église se trouvait une sculpture romane du crucifiement, qui actuellement se trouve au Musée national d'Art de Catalogne (MNAC) à Barcelone. 
À Espui, on trouve une également une église romane, l'église de Sant Julià et dans la périphérie de La Torre de Capdella, le petit ermitage de Sant Martí.

## Langues et parlées
Dans cette vallée la langue parlée est catalan pallarès, mais le toponyme vient du navarro-aragonais avec des caractères différents du catalan actuel car ils correspondent à une phase archaïque d'aragonais:

### Diphtongues en ie
Estany de Castieso (castiello et non castell), Pelles de Cubiesso (cubiello et non cubell).